# Séamus Freeman

Bischofswappen

Séamus Freeman SAC (* 23. Februar 1944 in Mullinahone; † 20. August 2022 in Dublin) war ein irischer Ordensgeistlicher und römisch-katholischer Bischof von Ossory.

## Leben
Séamus Freeman war der Älteste von acht Kindern von Jimmy Freeman und seiner Ehefrau Bridget. Nach seiner Schulzeit trat er der Ordensgemeinschaft der Pallottiner im Pallottiner-Kloster in Thurles bei und legte 1965 die Profess ab. Nach seinem Erststudium der Theologie am St. Patrick's College in Thurles und der Philosophie am University College Dublin empfing er am 12. Juni 1971 die Priesterweihe. Danach studierte Freeman Psychologie an der Katholischen Universität von Amerika. Nach einem Studienaufenthalt in Rom ging er nach Thurles zurück und rückte im Laufe der Jahre in die Leitung der Pallottiner in Thurles auf. 1981 wurde er zum Rektor und Ausbildungsleiter der Pallottiner in Thurles ernannt. Er blieb in Thurles bis 1989, als er zum Generalvikar des Ordens ernannt wurde.
1992 wurde er zum Generalrektor (Generaloberen) der Pallottiner in Rom gewählt und übte diese Funktion zwei sechsjährige Amtszeiten aus. Im Oktober 2004 wurde er zum Gemeindepfarrer in Rom ernannt. Im Dezember 2005 wurde er zum Präsidenten des Allgemeinen Koordinationsrates der Vereinigung des Katholischen Apostolates gewählt.
Papst Benedikt XVI. ernannte ihn am 14. September 2007 zum Bischof von Ossory. Am 2. Dezember desselben Jahres spendete ihm der Erzbischof von Dublin, Diarmuid Martin, die Bischofsweihe; Mitkonsekratoren waren der Apostolische Nuntius in Irland, Erzbischof Giuseppe Lazzarotto, und sein Amtsvorgänger Laurence Forristal.
Am 29. Juli 2016 nahm Papst Franziskus sein aus Gesundheitsgründen vorgebrachtes Rücktrittsgesuch an. Séamus Freeman starb am 20. August 2022 im Alter von 78 Jahren im Kreise seiner Familie im Highfield Heathcare in Dublin.